# Департамент защиты окружающей среды Гонконга
Департамент защиты окружающей среды Гонконга — департамент по вопросам охраны окружающей среды в Гонконге, созданное в 1986 году для координации и проведения работ по предотвращению загрязнения природы.

## Отделы
- Экологический отдел инфраструктуры
- Экологический отдел оценки
- Экологический отдел соблюдения законов
- Отдел политики чистоты воздуха
- Отдел водной политики
- Отдел политики обращения с отходами
- Отдел охраны природы и планирования инфраструктуры
- Трансграничный и международный отдел
- Корпоративный отдел